# Pognou
Der Pognou war ein französisches Volumenmaß für Wein in Lüttich (Belgien).
- 1 Pognou = 1,86 Liter
- 16 Pognou = 1 Setier = 29 8/10 Liter